# 萨尔维济内
萨尔维济内（法語：Salvizinet，法語發音：[salvizinɛ]）是法国卢瓦尔省的一个市镇，属于蒙布里松区。

## 地理
萨尔维济内（45°45'34"N, 4°16'29"E）面积10.84 平方千米，位于法国奥弗涅-罗讷-阿尔卑斯大区卢瓦尔省，该省份为法国中南部省份，北起顺时针与索恩-卢瓦尔省、罗讷省、伊泽尔省、阿尔代什省、上盧瓦爾省、多姆山省和阿列省接壤。
与萨尔维济内接壤的市镇（或旧市镇、城区）包括：锡旺斯、科唐斯、弗尔、雅镇、帕尼西耶尔、萨尔特昂东济。

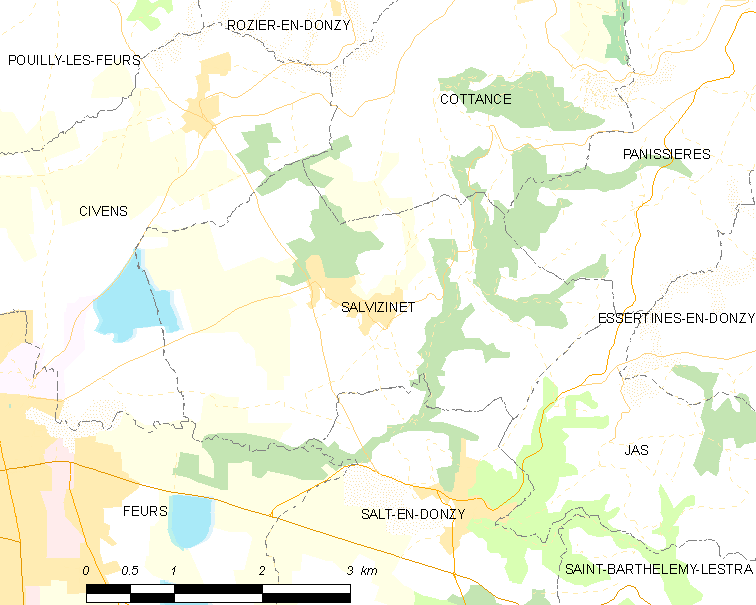
萨尔维济内的OSM定位图

萨尔维济内的时区为UTC+01:00、UTC+02:00（夏令时）。

## 行政
萨尔维济内的邮政编码为42110，INSEE市镇编码为42297。

## 政治
萨尔维济内所属的省级选区为弗尔县。

## 人口

1962-2008年间萨尔维济内人口变化图示

萨尔维济内于2022年1月1日时的人口数量为625人。